# یواس‌اس انوکا (وای‌تی‌بی-۸۱۰)
یواس‌اس انوکا (وای‌تی‌بی-۸۱۰) (به انگلیسی: USS Anoka (YTB-810)) یک کشتی بود که طول آن ۱۰۹ فوت (۳۳ متر) بود. این کشتی در سال ۱۹۷۱ ساخته شد.